# Rhagium qinghaiensis
Rhagium qinghaiensis là một loài bọ cánh cứng trong họ Cerambycidae.